# Trần Xung
Trần Xung (giản thể: 陈冲; phồn thể: 陳冲; bính âm: Chén Chōng, 1949-) là một nhân vật chính trị Trung Hoa Dân Quốc, giữ chức Viện trưởng Hành chính viện thứ 24. Ông từng giữ nhiều chức vụ quan trọng trong lĩnh vực tài chính-tiền tệ của Trung Hoa Dân Quốc, từng đảm nhiệm chức vụ thứ trưởng chính vụ Bộ Tài chính, Chủ tịch Hội đồng Taiwan Cooperative Bank, Chủ tịch Hội đồng Bank SinoPac, Chủ tịch Ủy ban Giám sát Tiền tệ Hành chính viện, Phó Viện trưởng Hành chính viện và các chức vụ khác.
Ông đã viết cuốn sách nổi tiếng "sói và cú nước Pháp" (法國狼與貓頭鷹) để chia sẻ cách nhìn nhận và suy nghĩ với thế giới bên ngoài., thường dùng động vật để nói một cách ẩn dụ về người và sự vật,